# جعبه پاندورا (فیلم ۱۹۲۹)
جعبه پاندورا (به زبان آلمانی: Die Büchse der Pandora) یک فیلم صامت ملودرام آلمانی به کارگردانی گئورگ ویلهلم پابست و بازی لوئیز بروکس محصول سال ١٩٢٩ میلادی است.

## موضوع فیلم
فیلم داستان ظهور و سقوط زن جوان ساده لوحی است که خواسته های نفسانی‌اش موجب به وجود آمدن جرم و جنایت در اطرافش می‌شود.